# Popis hrvatskih veleposlanika u Bangladešu
Republika Hrvatska i Narodna Republika Bangladeš održavaju diplomatske odnose od 18. prosinca 1997. Sjedište veleposlanstva je u New Delhiju.

## Veleposlanici
Hrvatska nema rezidentno veleposlanstvo u Bangladešu. Veleposlanstvo Republike Hrvatske u Republici Indiji pokriva Bangladeš, Butan, Maldivi, Nepal i Šri Lanku.
| Veleposlanik   | Postavljenje        | Opoziv             | Sjedište  |
| -------------- | ------------------- | ------------------ | --------- |
| Zoran Andrić   | 15. lipnja 1999.    | 31. prosinca 2002. | New Delhi |
| Dino Debeljuh  | 13. listopada 2003. | 31. ožujka 2008.   | New Delhi |
| Boris Velić    | 31. kolovoza 2009.  | 12. prosinca 2012. | New Delhi |
| Amir Muharemi  | 22. travnja 2015.   | 12. srpnja 2017.   | New Delhi |
| Petar Ljubičić | 9. veljače 2018.    |                    | New Delhi |

## Vanjske poveznice
- Bangladeš na stranici MVEP-a